# ابوسعد آوی
ابو سعد منصور بن حسن بن حسین آوی مشهور به ابوسعد آوی (زاده نیمه قرن چهارم هجری قمری - درگذشته ۴۲۲ هجری قمری) فقیه، محدث، شاعر، تاریخ‌نگار و وزیر آل‌بویه اوایل قرن پنجم هجری است.

## زندگی‌نامه
ابو سعد در روستای آوه شهرستان ساوه زاده شده است. تاریخ تولد وی به صورت دقیق مشخص نمی‌باشد، اما براساس برخی اسناد تاریخی در حدود نیمه سده چهارم هجری قمری، یعنی حدود سال‌های ۳۴۵–۳۵۰ قمری بوده است.
او اوایل عمرش را در روستای آوه زندگی کرد و سپس برای کسب علم و دانش به شهر ری مهاجرت کرد. در آنجا با بهره‌گیری دانش از بزرگانی چون شیخ صدوق و شیخ طوسی پرداخته و پس از مدتی در ردیف دانشمندان عصر خود قرار گرفت و توانست شاگرادانی مانند عبدالرحمن مفید نیشابوری را تربیت کند. وی مدتی نیز وزیر سلسله آل‌بویه بوده‌است.
ابومنصور آوی برادر ابوسعد آوی از وزیران آل بویه بوده‌است.

## آثار
- تاریخ ری
- نثرالدرر (هفت جلد)
- نزةالادب
- الانس و العرس (این کتاب را عمر رضا کحّاله به ابوسعد آوی نسبت داده‌است)